# Сан Романо (Лука)
Сан Романо је насеље у Италији у округу Лука, региону Тоскана.
Према процени из 2011. у насељу је живело 347 становника. Насеље се налази на надморској висини од 448 м.